# Đăng tiêu hoa to
Đăng tiêu hoa to (danh pháp khoa học: Campsis grandiflora) là một loài thực vật có hoa trong họ Chùm ớt. Loài này được (Thunb.) K.Schum. miêu tả khoa học đầu tiên năm 1894.